# NGC 2208
NGC 2208 ist eine Linsenförmige Galaxie vom Hubble-Typ S0 im Sternbild Fuhrmann nördlich des Himmelsäquators. Sie ist schätzungsweise 263 Millionen Lichtjahre von der Milchstraße entfernt und hat einen Durchmesser von etwa 125.000 Lichtjahren.
Das Objekt wurde am 24. November 1886 vom US-amerikanischen Astronomen Lewis Swift entdeckt.